# Lijst van oudste vrouwen van Nederland
Dit is een lijst van vrouwen die sinds 1971 de oudste vrouw van Nederland zijn geweest.
Het uitgangspunt is hierbij dat het gaat om vrouwen die in Nederland wonen/woonden en dus bij een Nederlandse gemeente ingeschreven staan/stonden.
Wie begin 2024 de oudste ingezetene van Nederland was, was niet geheel duidelijk; wel dat het om een vrouw gaat. Na het overlijden van mw. Boekema-Hut in juni 2022 waren er mogelijk in ons land nog maximaal twee vrouwen in leven, geboren in 1912.
De Rotterdamse mw. Mackenbach (*29 december 1912) kwam in september 2022 in het nieuws omdat familie haar aanmerkte ouder te zijn dan mw. F.M. van der Es-Siewers uit Wieringen, die op 4 maart 1913 geboren werd, en als 109-jarige (na het overlijden van mw. Boekema-Hut) in het nieuws kwam als 'nieuwe' oudste ingezetene van Nederland (zij is inmiddels overleden, en mw. Van der Es was begin 2024 de oudst bekende ingezetene van Nederland).
Uit openbaar toegankelijke CBS-data blijkt dat er per augustus 2017 een 105-jarige vrouw aanwezig was, die geboren is in Marokko. Per 1 januari 2024 was zij nog in leven. Waar ze woont, wordt uit de publiek toegankelijke gegevens niet duidelijk. De gemeente Leiden plaatste in januari 2024 een bericht waaruit blijkt dat de oudste van die gemeente 'begin 2024' 112 was geworden. Het moet dan gaan om de in 1912 in Marokko geboren vrouw. De kans is aanwezig dat van deze dame de exacte geboortedatum niet bekend is.
Uit gegevens die het CBS op 29 februari 2024 plaatste, bleek dat de in Marokko geboren vrouw in januari 2024 is overleden. Mevrouw Van der Es-Siewers was daarmee vanaf januari 2024 tot haar overlijden officieel 's lands oudste ingezetene.
| Naam                                            | Bereikte leeftijd     | Geboortedatum     | Overlijdensdatum  |
| ----------------------------------------------- | --------------------- | ----------------- | ----------------- |
| Elisabeth Weddige-Tedsen                        | 107 jaar en 151 dagen | 18 februari 1864  | 19 juli 1971      |
| Elisabeth van der Burg-Leusveld                 | 108 jaar en 297 dagen | 25 maart 1864     | 16 januari 1973   |
| Johanna Leeuwenburg-Hordijk                     | 108 jaar en 243 dagen | 25 januari 1867   | 25 september 1975 |
| Cornelia La Fors-van Geel                       | 109 jaar en 27 dagen  | 13 december 1868  | 9 januari 1978    |
| Gerarda Hurenkamp-Bosgoed                       | 110 jaar en 141 dagen | 5 januari 1870    | 25 mei 1980       |
| Wilhelmina Cammel                               | 110 jaar en 16 dagen  | 8 januari 1871    | 24 januari 1981   |
| Petronella Ribbens-Verstallen                   | 110 jaar en 170 dagen | 2 februari 1873   | 22 juli 1983      |
| Frederika van Asselt-Benkemper                  | 110 jaar en 41 dagen  | 16 november 1874  | 27 december 1984  |
| Margaretha Eijken                               | 110 jaar en 170 dagen | 12 november 1875  | 1 mei 1986        |
| Christina van Druten-Hoogakker                  | 111 jaar en 18 dagen  | 20 november 1876  | 8 december 1987   |
| Aagje Zuidland-de Vries                         | 108 jaar en 358 dagen | 25 december 1878  | 18 december 1987  |
| Geesje Kwakkel                                  | 108 jaar en 90 dagen  | 15 maart 1880     | 13 juni 1988      |
| Cornelia Labruyère                              | 108 jaar en 80 dagen  | 18 augustus 1880  | 6 november 1988   |
| Hinderika Modderaar                             | 108 jaar en 338 dagen | 29 december 1880  | 2 december 1989   |
| Ymkje Hofstra-Booi                              | 108 jaar en 74 dagen  | 28 september 1881 | 11 december 1989  |
| Trijntje Jansma-Boskma                          | 109 jaar en 30 dagen  | 3 februari 1882   | 5 maart 1991      |
| Johanna Zandstra-Giezen                         | 111 jaar en 9 dagen   | 7 september 1882  | 16 september 1993 |
| Ann Flower                                      | 110 jaar en 32 dagen  | 8 juli 1885       | 9 augustus 1995   |
| Johanna van Dommelen-Hamer                      | 110 jaar en 200 dagen | 20 oktober 1885   | 7 mei 1996        |
| Cornelia Hendrikse-Maas                         | 110 jaar en 226 dagen | 2 december 1885   | 15 juli 1996      |
| Geertje Roelinga-de Groot                       | 110 jaar en 46 dagen  | 29 juni 1887      | 14 augustus 1997  |
| Catharina van Dam-Groeneveld                    | 113 jaar en 88 dagen  | 20 november 1887  | 16 februari 2001  |
| Henny van Andel-Schipper                        | 115 jaar en 62 dagen  | 29 juni 1890      | 30 augustus 2005  |
| Alexandrina van Donkelaar-Vink                  | 111 jaar en 108 dagen | 31 januari 1895   | 19 mei 2006       |
| Grietje Jansen-Anker                            | 112 jaar en 31 dagen  | 12 september 1897 | 13 oktober 2009   |
| Bertha van Hasselt                              | 107 jaar en 326 dagen | 24 november 1901  | 16 oktober 2009   |
| Wijtske van Dijk-Meindersma                     | 108 jaar en 272 dagen | 11 februari 1902  | 10 november 2010  |
| Geertruida Draaisma                             | 109 jaar en 168 dagen | 25 februari 1902  | 12 augustus 2011  |
| Anna Goorman-Dommerholt                         | 109 jaar en 241 dagen | 16 oktober 1902   | 13 juni 2012      |
| Egbertje Leutscher-de Vries                     | 111 jaar en 296 dagen | 22 oktober 1902   | 14 augustus 2014  |
| Nellij Hendrika Marie (Nelly) de Vries-Lammerts | 110 jaar en 114 dagen | 5 mei 1905        | 27 augustus 2015  |
| Geertje Kuijntjes                               | 114 jaar en 158 dagen | 19 juli 1905      | 24 december 2019  |
| Anne Brasz-Later                                | 114 jaar en 48 dagen  | 16 juli 1906      | 2 september 2020  |
| Cornelia Boonstra-van der Bijl                  | 110 jaar en 221 dagen | 6 oktober 1910    | 15 mei 2021       |
| Ebeltje Boekema-Hut                             | 110 jaar en 284 dagen | 31 augustus 1911  | 11 juni 2022      |
| Helena Barbara Maria Mackenbach                 | 110 jaar en 339 dagen | 29 december 1912  | 3 december 2023   |
| Marina Femke van der Es-Siewers                 | 111 jaar en 7 dagen   | 4 maart 1913      | 11 maart 2024     |
| Elizabeth Philippina van Boven-Smaal            | 110 jaar en 178 dagen | 5 januari 1915    | in leven          |

De ontwikkeling van de leeftijd van de oudste mannen en vrouwen van Nederland uit de tabel hierboven is te zien in de figuur hieronder. De figuur geeft, voor elk jaar waarin een oudste Nederlander is overleden, de leeftijd van die Nederlander. Op deze manier is te zien hoe de maximumleeftijd van de oudste Nederlander zich ontwikkelt. Er zijn jaren waarin er geen oudste mannelijke of vrouwelijke Nederlander is overleden, maar alleen jongere personen dan de op dat moment oudste Nederlander; die jaren zijn in de grafiek blanco gelaten.

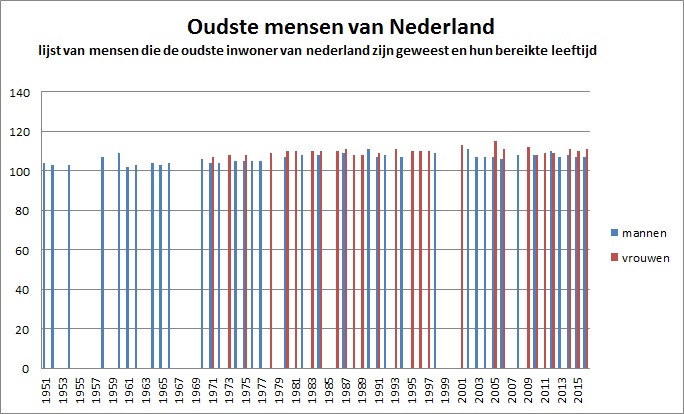
Grafiek van de oudste mensen van Nederland van 1949 tot mei 2017.

De gemiddelde leeftijd van de oudste vrouwelijke Nederlander gerekend vanaf 1971 is 109,9 jaar, die van de man is gerekend vanaf 1949 106,3 jaar.